# Alexander Svedyuk
Alexander Svedyuk (1996. július 11. –)  ukrán labdarúgó, a   Pécsi MFC játékosa.

## Pályafutása

### Klubcsapatokban
A 2015–16-os szezonban a Békéscsaba 1912 Előre csapatában játszott. 2018-ban visszatért Magyarországra, a Cigánd majd a Jászberény együtteséhez. 2019. július 1-jén a Nyíregyháza Soartacushoz igazolt. Itt 2021-ig 61 bajnoki mérkőzésen szerepelt, ezután a Pécsi MFC játékosa lett.

### A válogatottban
2018-ban a kárpátaljai válogatott tagjaként részt vett a londoni ConIFA világbajnokságon.